# منتخب ألبانيا لكرة الطائرة للرجال
منتخب ألبانيا الوطني لكرة الطائرة للرجال هو ممثل ألبانيا الرسمي في المنافسات الدولية في كرة طائرة في فئة كرة الطائرة للرجال.